# العقود المفقودة

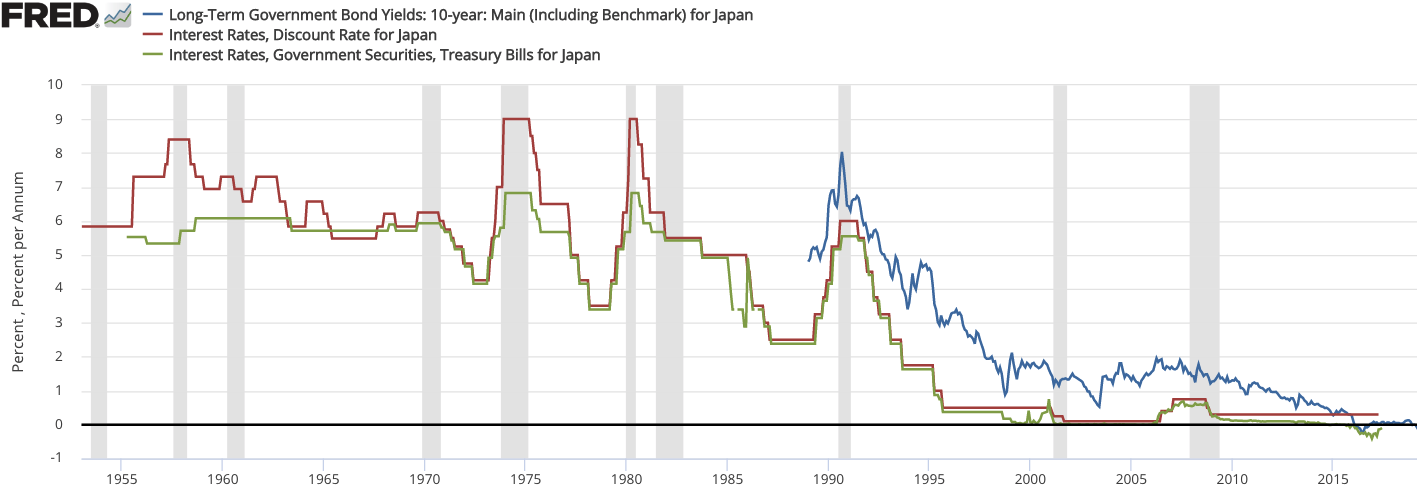
أسعار الفائدة في اليابان.

العقود المفقودة (失 わ れ た 十年 ، Ushinawareta Jūnen) وهذه التسمية تشير إلى فترة من الركود الاقتصادي عاشته اليابان بسبب انهيار فقاعة أسعار الأصول في أواخر عام 1991. وكان المصطلح يشير في الأصل إلى السنوات من 1991 إلى 2001، ولكن عقد من 2001 إلى 2011 (خسر 20 عامًا 失 わ れ た 20 年) والعقد من 2011 إلى 2021 (خسر 30 عامًا 失 わ れ た 30 年) تم تضمينها من قبل المعلقين.
من عام 1991 إلى عام 2003، نما الاقتصاد الياباني وفقًا لقياس الناتج المحلي الإجمالي، بنسبة 1.14٪ فقط سنويًا، بينما كان متوسط معدل النمو الحقيقي بين عامي 2000 و 2010 حوالي 1٪، وكلاهما أقل بكثير من الدول الصناعية الأخرى. في وقت لاحق، أثر الركود الكبير في عام 2008 وزلزال توهوكو وتسونامي 2011 ووباء كوفيد-19 في اليابان (وبالتالي ركود COVID-19) بشكل كبير على الاقتصاد الياباني بطريقة سلبية.
تأثر الاقتصاد الياباني بأكمله بشكل كبير خلال الفترة من 1995 إلى 2007م، فانخفض الناتج المحلي الإجمالي من 5.33 تريليون دولار إلى 4.36 تريليون دولار بالقيمة الاسمية، وانخفضت الأجور الحقيقية بنحو 5٪ ، بينما شهدت البلاد ركودًا في مستوى الأسعار. في حين أن هناك بعض الجدل حول مدى وقياس نكسات اليابان، فإن التأثير الاقتصادي للعقود الضائعة راسخ جيدًا، ولا يزال صانعو السياسة اليابانيون يتعاملون مع عواقبها لتقليل هذا التأثير الاقتصادي. [بحاجة لمصدر]

## أسباب الركود الاقتصادي في اليابان
انتهى النمو الاقتصادي القوي لليابان في النصف الثاني من القرن العشرين فجأة في بداية التسعينيات. ضاعف اتفاق بلازا قيمة سعر صرف الدولار الأمريكي مقابل الين بين عامي 1985 و 1987، مما أدى إلى ظهور فقاعة أسعار أصول مضاربة على نطاق واسع. نتجت الفقاعة عن حصص نمو القروض المفرطة التي فرضها البنك المركزي الياباني على البنوك، من خلال آلية السياسة المعروفة باسم «توجيه النافذة». كما أوضح الخبير الاقتصادي بول كروغمان، «أقرضت البنوك اليابانية المزيد مع عدم مراعاة جودة الجهة المقترضة. وبذلك ساعدت في تضخيم اقتصاد الفقاعة إلى أبعاد مروعة.»

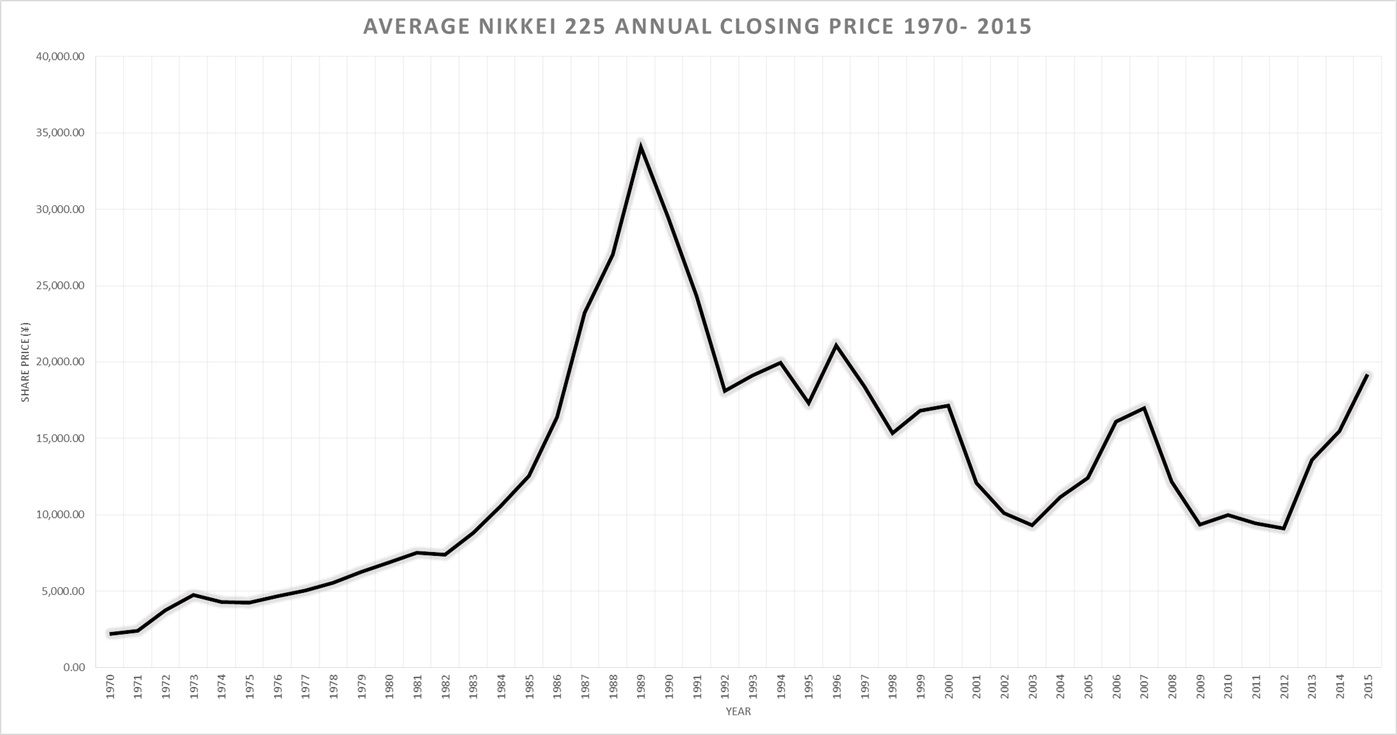
شهد سعر الإغلاق السنوي لمؤشر نيكاي 225 انخفاض السعر من عام 1990 فصاعدًا.

في محاولة لتفريغ المضاربة وإبقاء التضخم تحت السيطرة، قام بنك اليابان برفع معدلات الإقراض بين البنوك بشكل حاد في أواخر عام 1989. تسببت هذه السياسة الحادة في انفجار الفقاعة، وانهار سوق الأسهم اليابانية. حيث انخفضت أسعار الأسهم والأصول، تاركةً البنوك اليابانية وشركات التأمين ذات الاستدانة المفرطة مع دفاتر مليئة بالديون المعدومة. تم إنقاذ المؤسسات المالية من خلال ضخ رأس المال من الحكومة، والقروض والائتمان الرخيص من البنك المركزي، والقدرة على تأجيل الاعتراف بالخسائر، وتحويلها في النهاية إلى بنوك زومبي. ذكر يالمان أوناران من بلومبيرغ نيوز في سالون أن بنوك الزومبي كانت أحد أسباب الركود الطويل التالي. بالإضافة إلى ذلك، كتب مايكل شومان من مجلة تايم أن هذه البنوك استمرت في ضخ أموال جديدة في «شركات الزومبي» غير المربحة لإبقائها واقفة على قدميها، بحجة أنها أكبر من أن تفشل. ومع ذلك، كانت معظم هذه الشركات مثقلة بالديون لدرجة أنها لم تتمكن من القيام بأكثر من مجرد البقاء على قيد الحياة على أموال الإنقاذ. يعتقد شومان أن الاقتصاد الياباني لم يبدأ في التعافي إلا بعد انتهاء هذه الممارسة.
في النهاية، أصبح العديد من هذه الشركات الفاشلة غير مستدامة، وحدثت بعدها موجة من الاندماج، مما أدى إلى ظهور أربعة بنوك وطنية في اليابان. كانت العديد من الشركات اليابانية مثقلة بالديون الكبيرة، وأصبح من الصعب للغاية الحصول على الائتمان. وقد تحول العديد من المقترضين إلى ساركين (أسماك القرش) للحصول على قروض. واعتبارًا من عام 2012م، كان معدل الفائدة الرسمي 0.1٪؛ علماً أن سعر الفائدة ظلّ أقل من 1٪ منذ 1994.